# V957 Scorpii
V957 Scorpii eller HD 162374 är en ensam stjärna i den mellersta  delen av stjärnbilden Skorpionen. Den har en genomsnittlig skenbar magnitud av ca 5,87 och är svagt synlig för blotta ögat där ljusföroreningar ej förekommer. Baserat på parallax enligt Gaia Data Release 2 på ca 3,68 mas, beräknas den befinna sig på ett avstånd på ca 890 ljusår (270 parsek) från solen. Den rör sig närmare solen med en heliocentrisk radialhastighet på ca -10 km/s. Stjärnan är en blå eftersläntrare och ingår, med 92 procent sannolikhet, i den öppna stjärnhopen Messier 7, en stjärna som är oväntat het jämfört med andra stjärnor i hopen. 

## Observation
V957 Scorpii visar ett säreget B5- eller B6-spektrum. Dess luminositetsklass har angetts som huvudserien (V), underjätte (IV), jätte (III) och superjätte (Ib). Från dess position i HR-diagrammet anses den faktiskt vara en huvudseriestjärna. Med en heliummängd som är 25 gånger lägre än solens, klassificeras den som heliumsvag. Den har också en låg kolhalt och ett starkt magnetfält.

## Egenskaper
V957 Scorpii är en blå ljusstark jättestjärna ("blue straggler") av spektralklass B5 IIIp. Den har en massa som är ca 5 solmassor, en radie på ca 4 solradier och utsänder från dess fotosfär energi motsvarande ca 1 148 gånger solen vid en effektiv temperatur av ca 16 600 K.

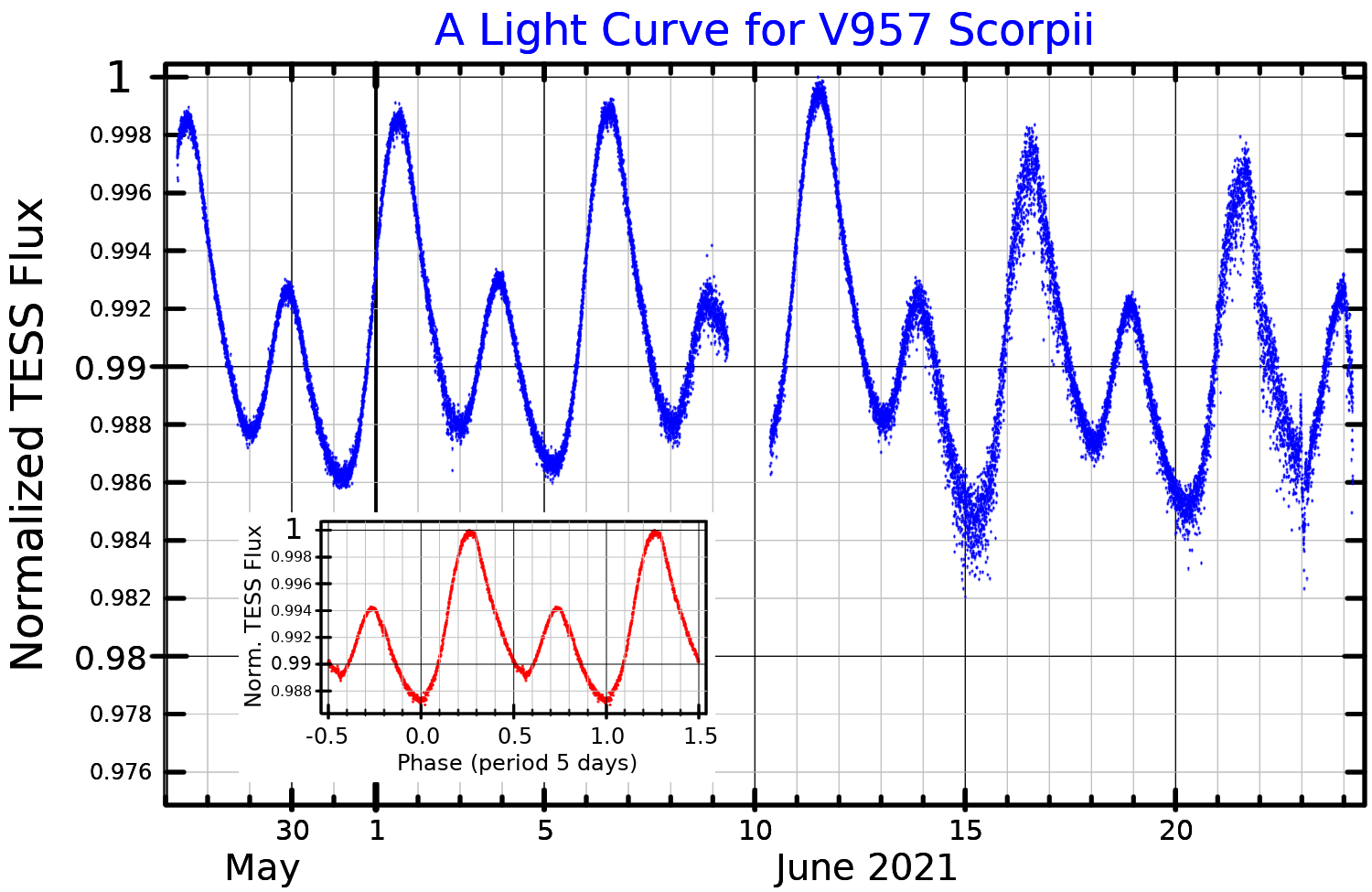
Ljuskurva för V957 Scorpii plottade från NASA:s TESS-data Det infällda diagrammet visar samma data som medelvärde över flera cykler.

V957 Scorpii varierar i ljusstyrka med cirka 0,05 magnituder. Detta tros bero på dess rotation och variationer i dess ytljusstyrka. Den klassificeras som en SX Arietis-variabel, även känd som heliumvariabler. Deras spektrallinjer varierar också när stjärnorna roterar.